# Paris Hilton My New BFF (2ª temporada)
Es la segunda temporada de la serie Paris Hilton My New BFF, también conocida simplemente como My New BFF, estrenada en los Estados Unidos el 2 de junio de 2009 y es estrenada en América Latina en 2 de marzo de 2010. Trece mujeres y un hombre compiten en retos, en un intento de convertirse en la nueva amiga de Paris Hilton.

## Información de la temporada
Paris Hilton reveló que la ganadora de la primera temporada, Brittany Flickinger, no sería parte de esta temporada porque no siguieron siendo amigas. Acerca de esto Hilton dijo: "Yo la amaba y confiaba en ella, pero a veces la gente era metida y ella cambió".
Hilton mantiene una estrecha vigilancia sobre los concursantes de esta temporada.
El ganador de esta temporada es Stephen. Paris cambia de opinión en el último capítulo y en vez de elegir a Tiniecia o a Stefanie lo elige a él.

## Concursantes
| Nombre             | Edad | Episodio Eliminado   |
| ------------------ | ---- | -------------------- |
| Stephen Hampton    | 23   | Ganador (Episodio 9) |
| Stefanie Fritz     | 21   | Episodio 10          |
| Tiniecia Goldsmith | 26   | Episodio 10          |
| Amanda Narcise     | 22   | Episodio 8           |
| Elena Miglino      | 22   | Episodio 8           |
| David DeStefano    | 23   | Episodio 7           |
| Desirae Rodríguez  | 21   | Episodio 6           |
| Nicole White       | 21   | Episodio 5           |
| Kaitillin Cassidy  | 23   | Episodio 5           |
| Chris Foster       | 25   | Episodio 4           |
| Kattie Rogers      | 22   | Episodio 3           |
| Kristen Cavey      | 27   | Episodio 3           |
| Monica Wolski      | 25   | Episodio 2           |
| Arika Sato         | 22   | Episodio 2           |
| Arielle DeRouen    | 24   | Episodio 1           |
| Rachel Fournier    | 22   | Episodio 1           |

## Status
| Concursante | Episodios | Episodios | Episodios | Episodios | Episodios | Episodios | Episodios | Episodios | Episodios | Episodios |  |
| Concursante | 1         | 2         | 3         | 4         | 5         | 6         | 7         | 8         | 9         | 10        |  |
| ----------- | --------- | --------- | --------- | --------- | --------- | --------- | --------- | --------- | --------- | --------- |  |
| Stephen     | JUZ       | SIGUE     | SIGUE     | SIGUE     | GANA      | SIGUE     | SIGUE     | JUZ       | TTYS      | BFF       |  |
| Stefanie    | SIGUE     | SIGUE     | SIGUE     | MAS       | SIGUE     | SIGUE     | JUZ       | MAS       | MAS       | TTYS      |  |
| Tiniecia    | SIGUE     | MAS       | SIGUE     | SIGUE     | GANA      | JUZ       | JUZ       | SIGUE     | MAS       | TTYS      |  |
| Amanda      | JUZ       | SIGUE     | GANA      | SIGUE     | GANA      | JUZ       | MAS       | TTYN      |           | JUR       |  |
| Elena       | SIGUE     | SIGUE     | SIGUE     | SIGUE     | MAS       | MAS       | SIGUE     | TTYS      |           | JUR       |  |
| David       |           |           |           | JUZ       | SIGUE     | JUZ       | TTYN      |           |           | JUR       |  |
| Desirae     | SIGUE     | SIGUE     | JUZ       | SIGUE     | JUZ       | TTYS      |           |           |           | JUR       |  |
| Nicole      | SIGUE     | SIGUE     | JUZ       | SIGUE     | TTYN      |           |           |           |           | JUR       |  |
| Kaitlin     | SIGUE     | JUZ       | GANA      | JUZ       | TTYN      |           |           |           |           | INV       |  |
| Chris       |           |           |           | TTYN      |           |           |           |           |           | INV       |  |
| Kristen     | SIGUE     | SIGUE     | TTYN      |           |           |           |           |           |           | INV       |  |
| Katie       | SIGUE     | SIGUE     | TTYN      |           |           |           |           |           |           |           |  |
| Monica      | SIGUE     | TTYN      |           |           |           |           |           |           |           | INV       |  |
| Arika       | SIGUE     | TTYN      |           |           |           |           |           |           |           | INV       |  |
| Arielle     | TTYN      |           |           |           |           |           |           |           |           | INV       |  |
| Rachel      | TTYN      |           |           |           |           |           |           |           |           | INV       |  |

Código del color.
     El concursante es mujer.
     El concursante es hombre.
     El concursante iba a ser juzgado para la eliminación, pero Paris cambio de opinión.
     El concursante ganó el reto del episodio.
    El concursante es el nuevo mejor amigo de Paris (BFF).
     El concursante ganó el reto del episodio, y fue nombrado la Mascota de Paris.
     El concursante fue nombrado como la "Mascota" de Paris.
     El concursante ganó el segundo reto del episodio y fue nombrado mascota a mitad del episodio, o sea, fue la segunda mascota. (Hubo dos mascotas en este episodio).
     El concursante continúa siendo Mascota desde el episodio anterior.
     Paris entregó el segundo collar de Mascota. (Paris le entregó a Tiniecia el segundo collar de Mascota después de haber eliminado a Stephen.
     El concursante fue invitado a la final, y votó por Stefannie para que se convirtiera en la nueva mejor amiga de Paris.
     El concursante fue invitado a la final, y votó por Tiniecia para que se convirtiera en la nueva mejor amiga de Paris.
     El concursante fue juzgado para la eliminación.
     El concursante fue invitado a la final.
     El concursante ganó el reto del episodio y fue juzgado para la eliminación.
     El concursante fue eliminado.
     El concursante no estaba en este punto de la competencia.
     El concursante no estaba siendo juzgado para eliminación y fue eliminado.
     El concursante fue eliminado a fuera del panel.
     El concursante ganó el reto y se convirtió en Mascota; pero en el mismo episodio, perdió el segundo desafío, y fue puesto en discusión por haber perdido el segundo desafío. (Hubo dos Mascotas en este episodio)
     El concursante fue nombrado "Mascota" de Paris y fue eliminado.
TTYN – Talk To You Never, en español YNHM (Ya No Hablaremos Más). Es el mensaje de despedida, que Paris les dice a los concursantes eliminados.
TTYS – Talk To You Soon, o en español HP (Hablaremos Pronto). Es el mensaje de despedida, a los concursantes con los que Paris quiere seguir en contacto.